# 愛は100℃
『愛は100℃』（あいはひゃくど、原題：사랑은 100℃）は、2010年の韓国映画。金趙光秀監督作品。

## あらすじ
聴覚に障害を持つ青年ミンスは、銭湯で働く青年と衝動的にセックスをする。それ以来、ミンスは銭湯に通うようになり…。
自分がゲイであることを確信できない思春期の青年の葛藤を、切なくエロティックに描き出す。

## 出演者
- キム・ドジン：パク・ミンス
- クァク・ジェウォン：垢すり
- ユン・セヒョン：パク・キョンス - ミンスの弟
- イ・ソンジュ：母親
- イ・ギュヒョン：やくざ
- リュ・ヘヨン：女子高生　キョンスのガールフレンド
- イム・ジソク：学生1
- アン・ジェホン：学生2
- チョン・ジェシク：学生3

## スタッフ
- 監督・脚本：金趙光秀
- 製作：チョン・ジェホン
- 撮影：イ・ヒョンビン
- 照明：キム・ギョンソク
- 音楽：キム・ドンウク
- 美術：イ・エラン
- 製作会社：青年フィルム